# Chiesa della Beata Vergine Addolorata (Fara Novarese)

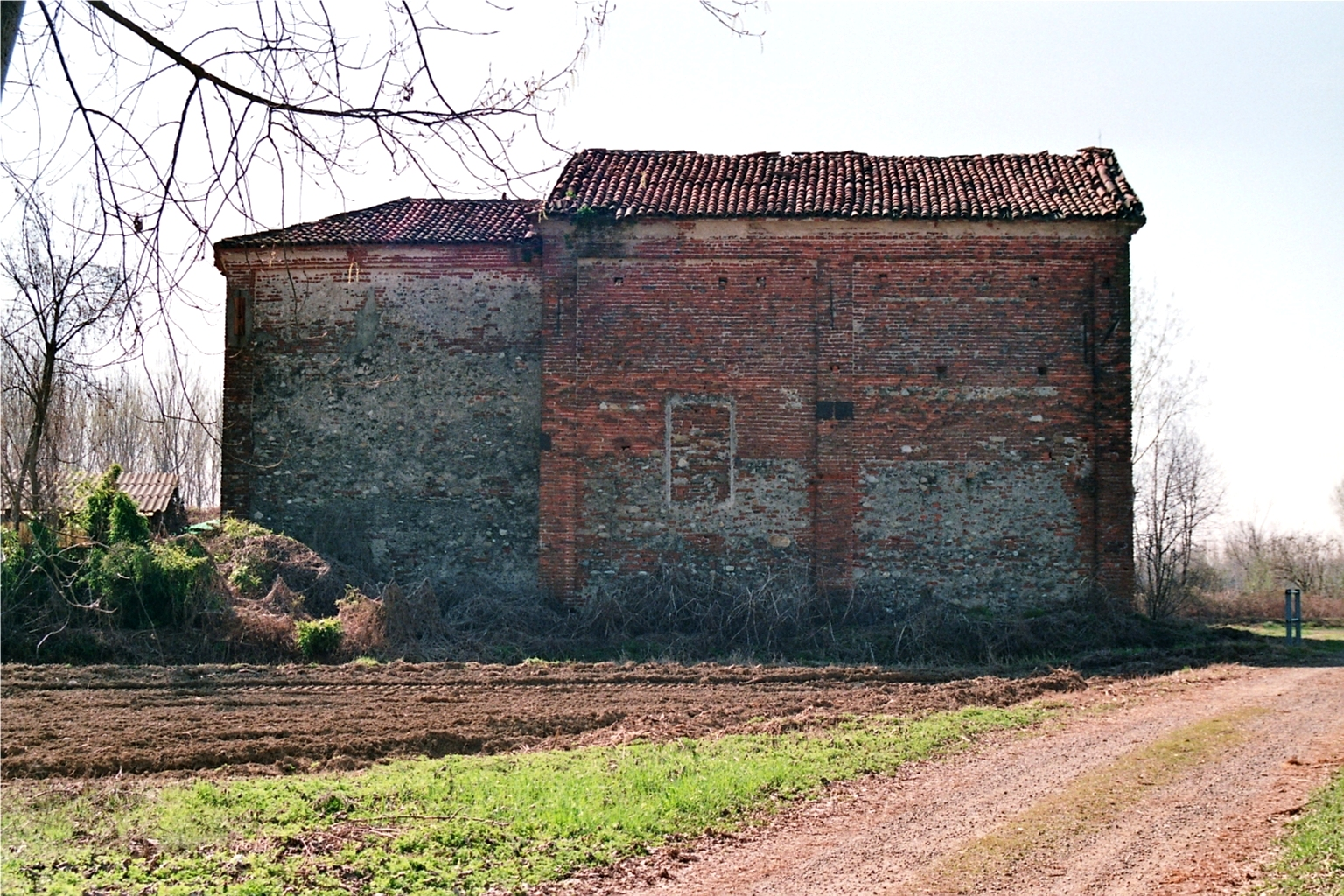
Il lato sinistro della chiesa.

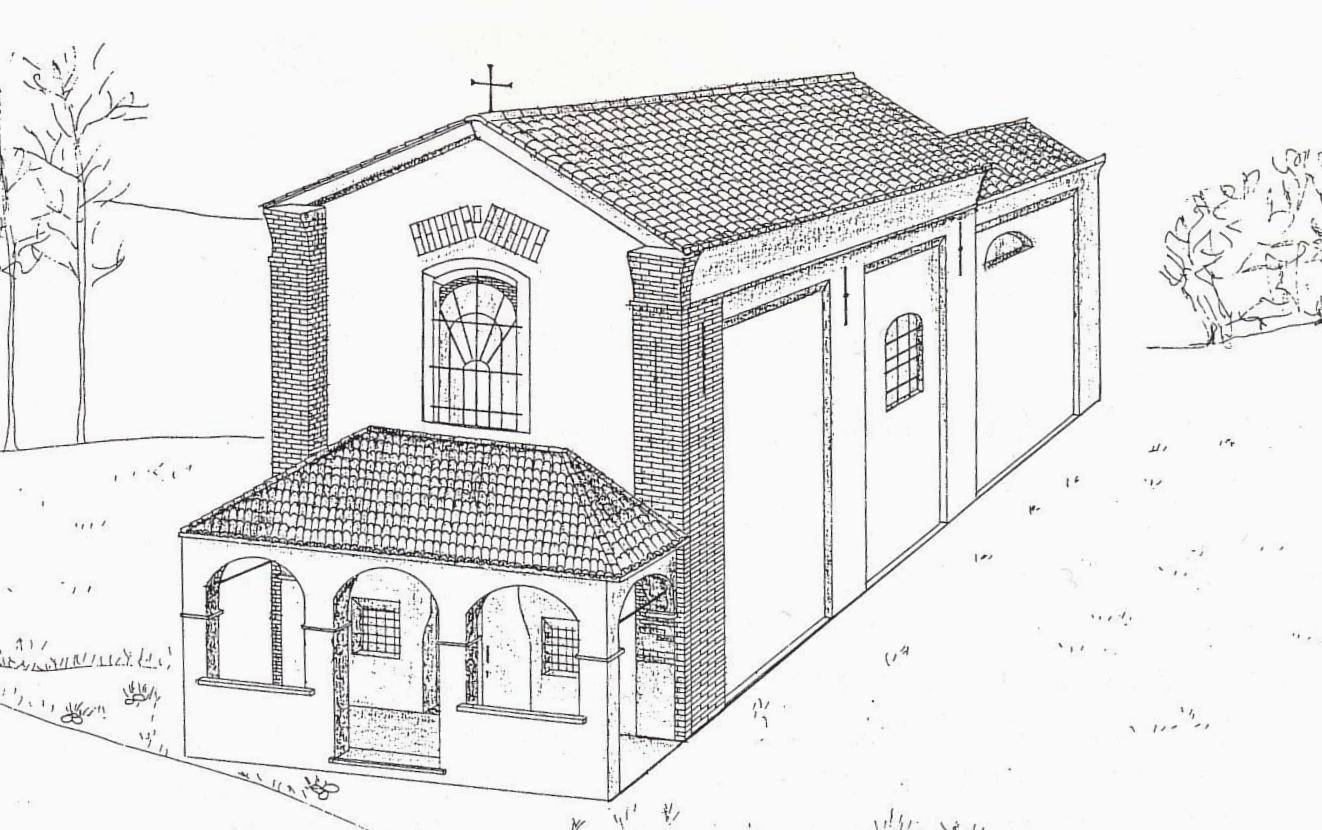
Ricostruzione dell'aspetto della chiesa prima del crollo dell'esonartece.

La chiesa della Beata Vergine Addolorata, più nota come Madonna dei Campi, si trova nelle campagne appena a sud di Fara Novarese. L'edificio attualmente si presenta in semplici forme barocche, con presbiterio quadrato sporgente dall'ingombro della mononave. Doveva avere la fronte ornata da un portico che faceva da esonartece, di cui sono leggibili le tracce sulla facciata. La chiesa è oggi sconsacrata.

## Storia
Nulla si sa delle origini della chiesa, né di un'eventuale primitiva intitolazione. All'interno è visibile, in una nicchia, un lacerto di affresco rappresentante una Madonna in trono col Bambino probabilmente del XIV secolo. L'affresco, realizzato su soperficie curva, è visibilmente mutilo: si può ipotizzare che si trattasse di un frammento di abside, forse di una primitiva cappella dedicata alla Vergine orientata a novanta gradi rispetto all'attuale chiesa.
Nel 1681 all'attuale edificio vennero annessi due ambienti costituenti l'abitazione di un frate francescano eremita, frate Giuseppe, che custodì l'edificio fino alla sua morte. Dopo di lui, si susseguirono molti altri eremiti fino al 1850. La chiesa veniva utilizzata dalla popolazione farese come stazione delle rogazioni e per le celebrazioni in particolari festività.
Nel 1854 la chiesa venne utilizzata come lazzaretto per l'epidemia di colera.
Intorno al 1860 crollò il portico della facciata, oggi ricostruibile solo dalle tracce nella muratura.
L'edificio è stato utilizzato fino a tempi recentissimi come deposito agricolo.

## Arte
Lungo la parete sinistra, all'interno di una specie di nicchia con fondo curvo, è affrescata una Madonna in trono col Bambino, affiancata da un uccellino, probabilmente databile al XIV secolo.

Sulla stessa parete, più a sinistra, è visibile un secondo lacerto d'affresco, più recente, rappresentante un frate francescano, il cui busto è stato recentemente strappato.

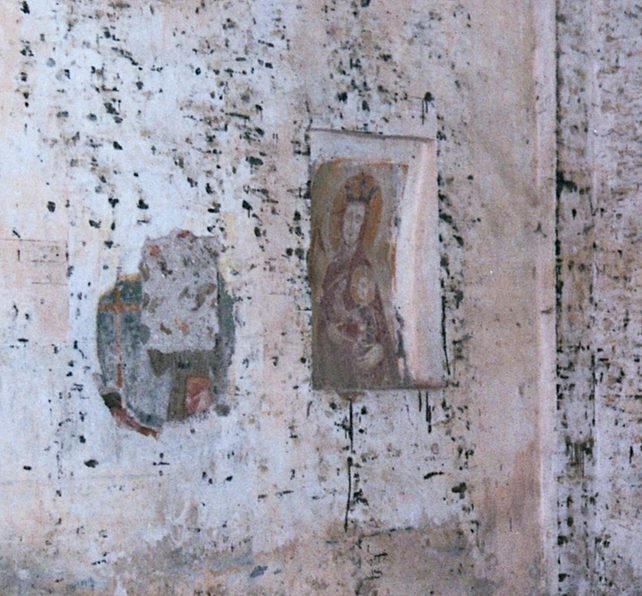
Gli affreschi della parete sinistra.

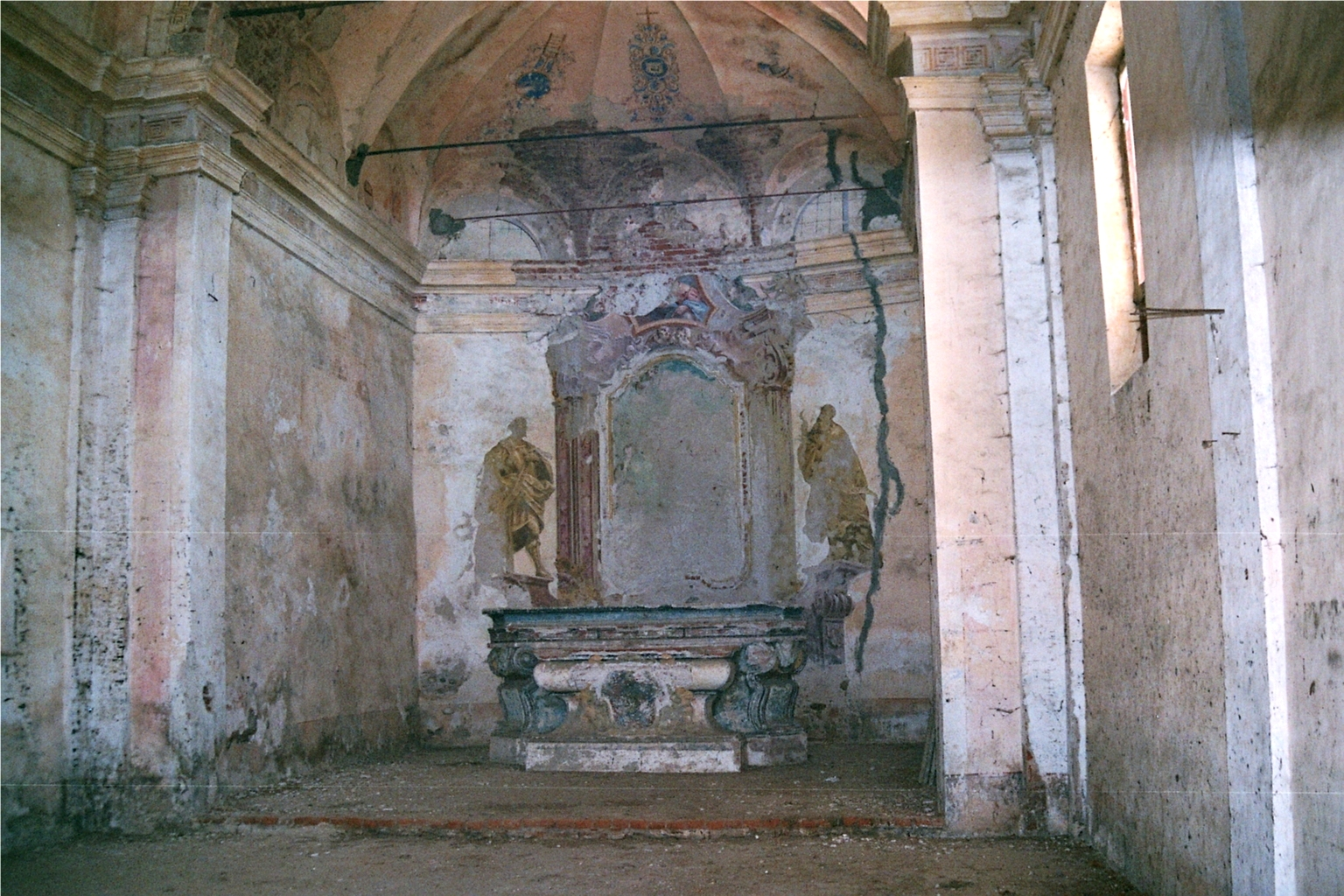
Il presbiterio.

La zona presbiteriale è leggermente sopraelevata rispetto alla navata. L'altare è barocco, in muratura e stucco, e decorato da volute colorate e cherubini in rilievo. La pala d'altare era affrescata direttamente sulla parete retrostante. Una ricca cornice decorata conteneva un'immagine, oggi quasi del tutto perduta, della Madonna Addolorata che sorregge il Redentore affiancata da una delle Marie. In cima all'altare è raffigurato Dio Padre in tunica rossa e azzurra, con lo scettro nella mano sinistra e la colomba dello Spirito Santo nella destra. Ai lati erano presenti degli angioletti in sbassorilievo in stucco, attualmente è sopravvissuto solo un frammento di quello di destra.
Ai lati dell'altare dipinto sono rappresentati, sempre in affresco, due profeti. Il profeta di sinistra è vestito da soldato, è coronato e porta una spada. La mano sinistra regge un cartiglio nel quale si riesce a leggere "...dinumeraverunt", che fa identificare questo personaggio come Davide.
Il profeta rappresentato a destra dell'altare ha una lunga barba. Sul suo cartiglio si legge "...si est dolor..." frammento delle Lamentazioni di Geremia.
Di fianco all'altare, sul lato destro del presbiterio, è presente un grande affresco datato al 1628. In una nicchia centrale è rappresentata la Madonna in piedi con in braccio Gesù Bambino. Ai lati sono rappresentati i tre Re Magi ed un santo con un libro nella mano destra posto in orizzontale, sul quale vi è il modellino di una chiesa trinave, ed un giglio nella sinistra. Anche se l'abbigliamento non corrisponde a quello dell'iconografia tradizionale, è possibile che si tratti di un Sant'Antonio da Padova, o di un San Domenico.
La zona presbiteriale è decorata, in alto, da lunette dipinte con finte finestre. I pennacchi della volta portano invece le rappresentazioni degli strumenti della Passione di Gesù. Un fregio a greche corre in alto su tutte le pareti della chiesa.

## Galleria d'immagini

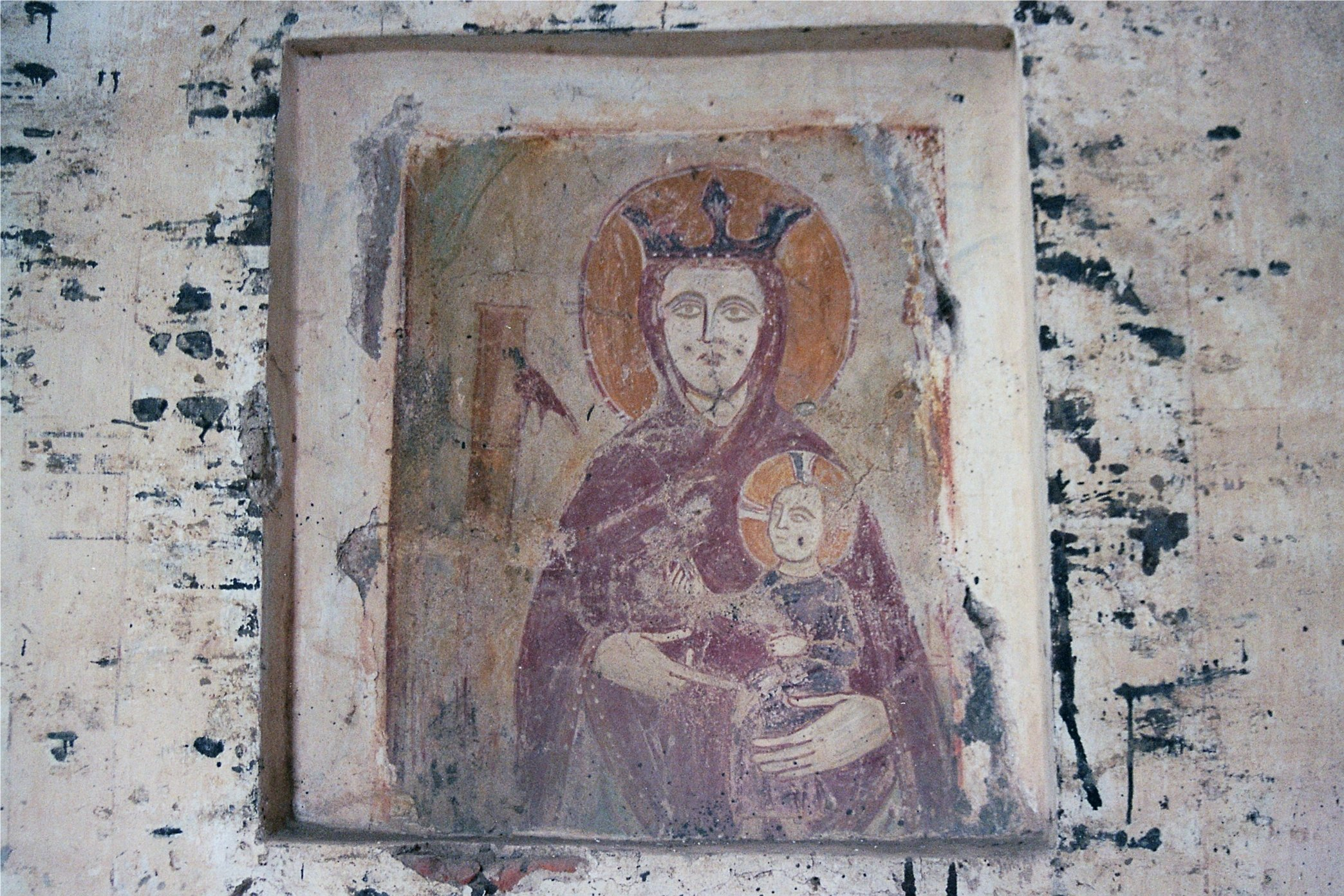
Madonna col Bambino, XIV sec.?.
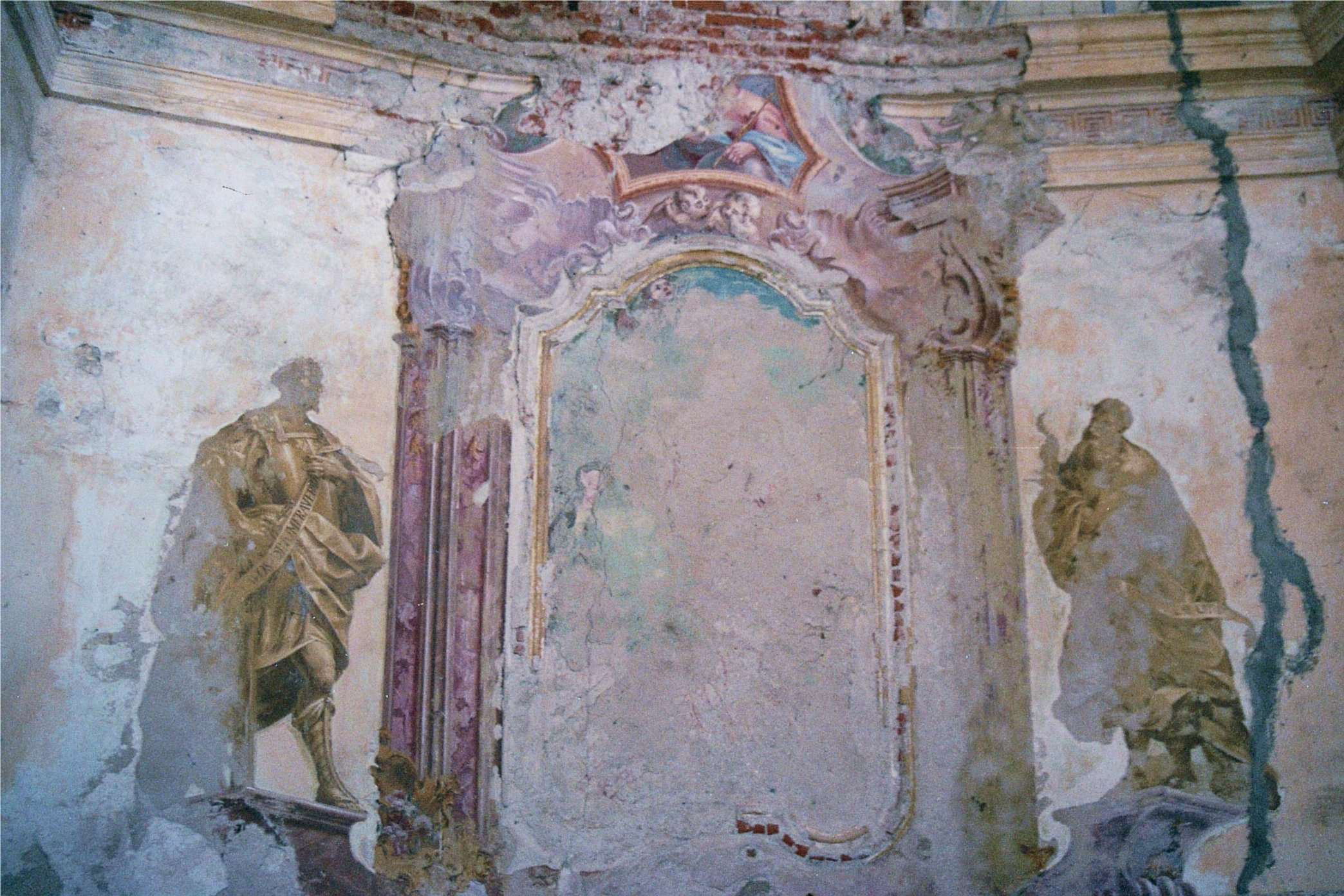
La Pala d'altare affrescata.
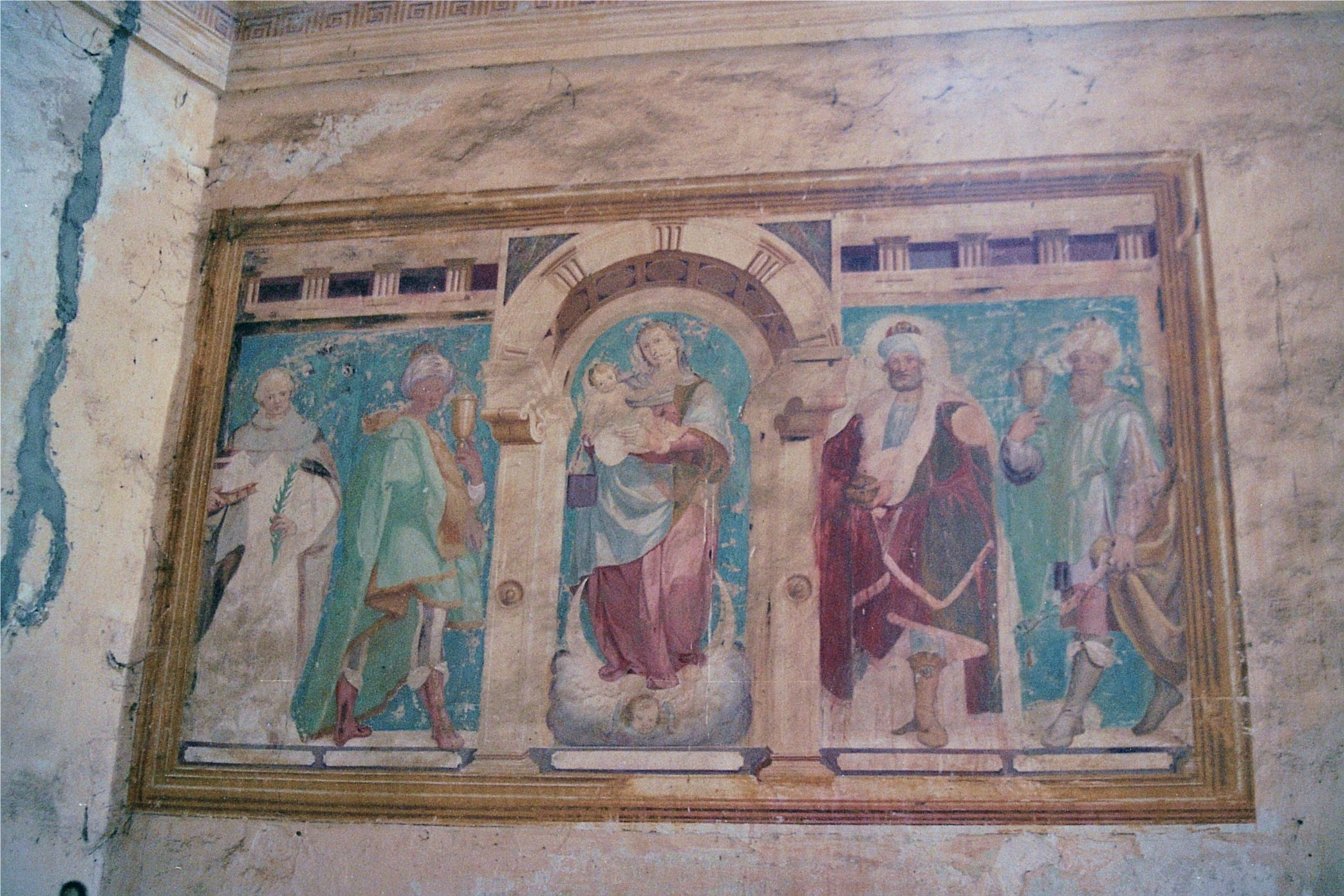
Madonna tra i Magi, 1628.
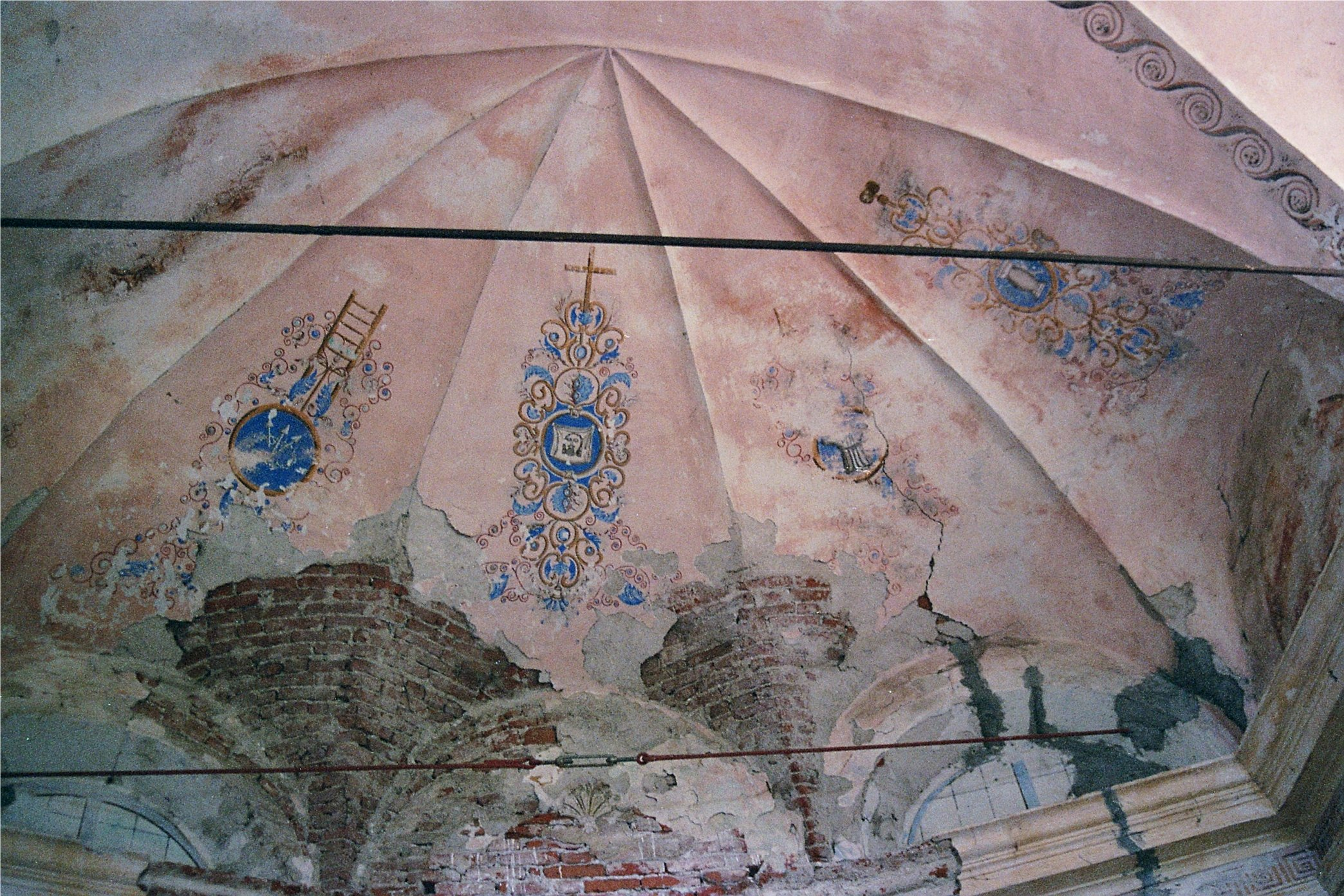
La volta del Presbiterio.